# Mainz-Gonsenheim
Mainz-Gonsenheim est un quartier de la ville de Mayence, capitale du Land de Rhénanie-Palatinat.

## Géographie

### Généralités
Gonsenheim, avec environ 25 500 habitants est située à l'ouest de la ville. Sa position géographique est 50° 05' de latitude nord et 08° 12' de longitude est.
Le point le plus élevé se trouve à 130 mètres d'altitude, dans la Forêt de Lenneberg. Le point le moins élevé du quartier se trouve à  110 mètres, il s'agit du ruisseau Gonsbach.

## Histoire
Gonsenheim était mentionnée le 13 novembre 774 dans une donation à l'abbaye de Fulda. Dans un document ultérieur (document Nr. 1090 du 30 mai 775) pour l'abbaye et Altenmünster de Lorsch il s'appelle „Gunsenheim dans le Wormsgau“. 

### Gonsenheim et la France

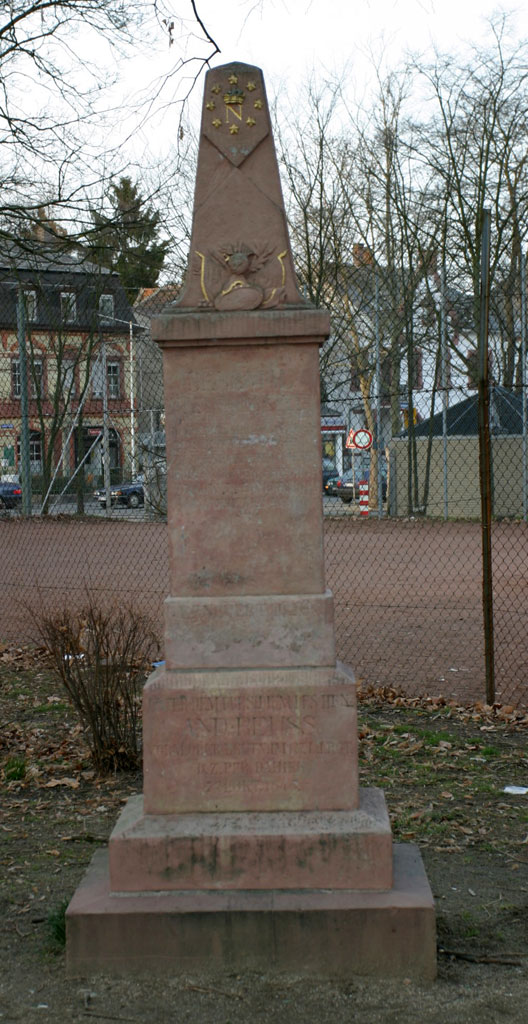
Monument d'association Napoléon à Gonsenheim

En 1792  Adam Philippe de Custine  casse l'administration électorale. Avec l'occupation renouvelée des secteurs cisrhénane de l'Électorat de Mayence par les forces de la révolution, l'administration conventuelle de Gonsenheim est terminée. En 1795, Gonsenheim hébergeait à lui seul 7 000 soldats français. De 1798 à 1814, elle a appartenu au canton de Nieder-Olm, sous administration française, qui, à partir de 1800, a fait partie du nouveau département français du Mont-Tonnerre (Donnersberg).  À partir de 1801 le préfet André Jeanbon Saint André réside à Mayence, Gonsenheim fit partie du Canton de Niederolm.

### Période nazie
Dès 1931, deux sections des SA sont ouvertes à Gonsenheim. En 1933, le parti nazi remporte 43 % des suffrages exprimés dans ce bourg à 80 % catholique. En 1937, s'y installe la Caserne Kathen postérieurement Caserne Mangin . En 1938, la commune est incorporée à la ville de Mayence pour des raisons politiques et militaires, concluant ainsi près de mille ans d'histoire.
La commune a été partiellement détruite dans les bombardements de 19 octobre 1944.

## Tourisme

### Les Grands Sables de Mayence
Les Grands Sables de Mayence sont une petite réserve naturelle à côté de Gonsenheim, importante toutefois geo-écologiquement et botaniquement au niveau suprarégional. 

### Curiosités du quartier

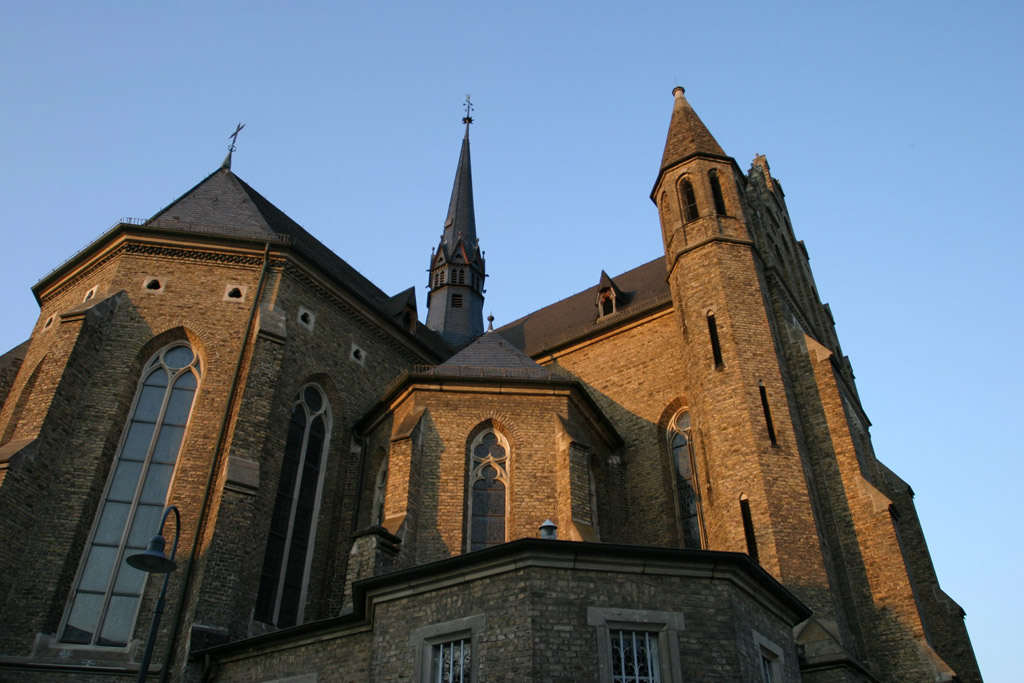
Église Saint-Stephan

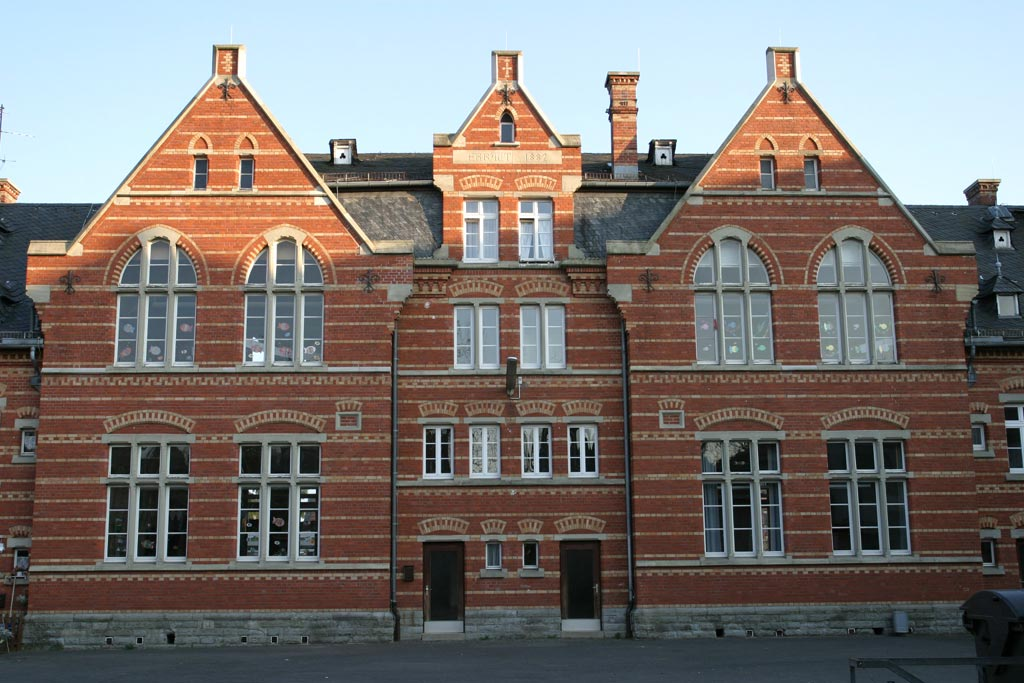
École Maler Becker

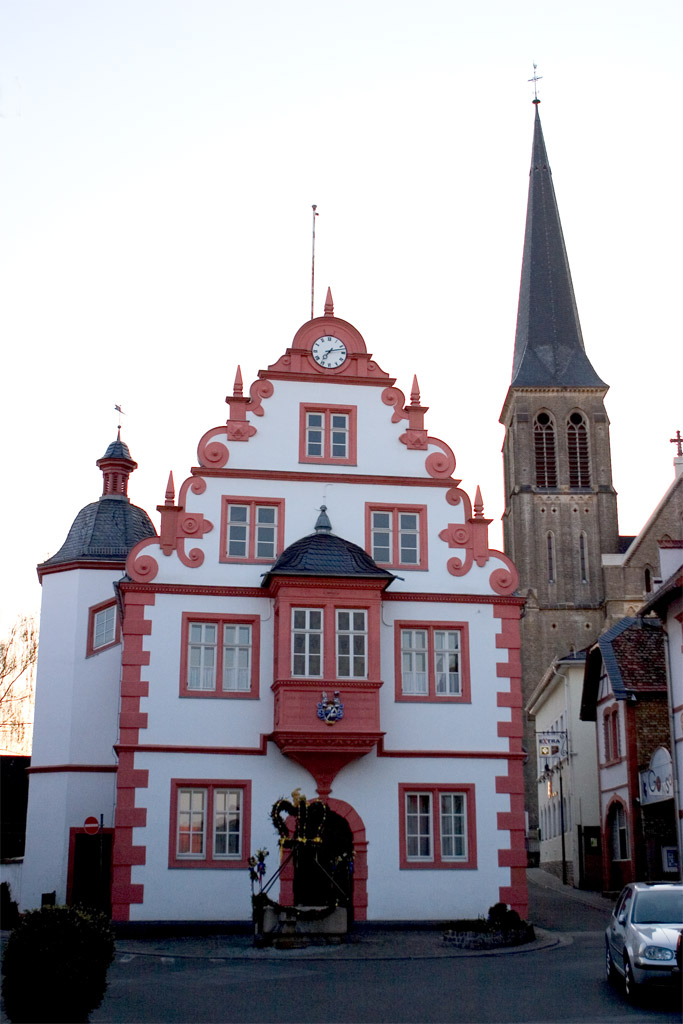
Mairie de Gonsenheim avec blason de Georg Friedrich von Greiffenclau Vollrads

- Église Saint-Stephan (cath., 1401)
- Église Pierre Canisius (cath., 1956) le premier bâtiment d'église après la guerre
- Église évangélique (1903)
- Chapelle des Saints auxiliaires (1895)
- Maison d'école Maler Becker (Artiste-peintre Becker)
- Musée du quartier
- Mairie de Gonsenheim (1615)

## Culture et fêtes
Gonsenheim possède un musée de quartier. La vie culturelle de Gonsenheim est marquée par toute une série de festivités. 
- Le «Fastnachtsamsstagszug» un défilé le jour du samedi du carnaval
- Concours d'équitation de Gonsenheimer Reit- und Fahrverein (du samedi saint au lundi de Pâques)
- Fête de printemps
- Fête des fraises
- Kermesse (fête à centre quartier).
- Marché de Noël dans le jardin public Pfarrer Grimm

## Sport
- SV 1919 Gonsenheim
- Taekwondo ARMARE Mainz e.V. 1974

## Personnalités
- Ferdinand Becker, l'artiste-peintre Becker
- Carl Zuckmayer, écrivain allemand du XXe siècle, fut aide moissonneur à Gonsenheim
- Jacob Goedecker, pionnier de l'aviation
- Gertrude Degenhardt, dessinatrice allemande, lithographie
- Heinrich Acker, fonctionnaire
- Rainer Brüderle, ministre fédéral de l'Économie et de la Technologie dans le second gouvernement d'Angela Merkel